# Сеймчан (аэропорт)
Аэропорт «Сеймчан» — аэропорт малой авиации в северной части Магаданской области, в Среднеканском районе, в посёлке Сеймчан.
До 1992 года активно использовался местной авиацией для регулярных рейсов, лесавиаохраны, геологоразведки, ледовой разведки, для решения строительных, медицинских и сельскохозяйственных задач.
В аэропорту базируются самолёты и вертолеты для выполнения лесоавиационных работ, выполняются полёты для нужд геологов и старательских артелей, санитарные и прочие чартерные рейсы. В 2011 году восстановлен регулярный рейс в областной центр Магадан.
Историческое здание аэровокзала, построенное в 1944 году, является объектом культурного наследия народов России и охраняется государством.

## История
Введён в строй в 1942 году при организации воздушной трассы Алсиб, использовавшейся для перегона американских самолётов, поставляемых в СССР по договору ленд-лиза, и имел грунтовую ВПП размером 1200×85 метров. В Сеймчане базировался 3-й перегоночный авиаполк. Кроме взлётно-посадочной полосы были построены авиабаза для обеспечения обслуживания авиатехники и авиагородок для проживания авиаспециалистов.
В 1980-е годы, помимо Магадана, осуществлялись также рейсы в Зырянку, Глухариный, Балыгычан, Омолон.
В настоящее время ведётся реконструкция аэропорта: расширение полосы, постройка нового служебно-пассажирского здания. В здании старого аэровокзала будет создан музей истории.

## Принимаемые типыВС
Ан-12, Ан-24, Ан-26, Ан-38, Ан-72, Ан-140, Ил-114, Як-40, Л-410 и др. типы ВС 3—4 классов, вертолёты всех типов.

## Показатели деятельности
| год        | 2014  | 2015  | 2016  | 2017  |
| пассажиров | ▲1594 | ▲1933 | ▲2148 | ▼2008 |
| Источники: |       |       |       |       |